# Dilatační kardiomyopatie
Dilatační kardiomyopatie či dilatovaná kardiomypatie, česky městnavá kardiomyopatie,  je onemocnění myokardu charakterizované rozšířením srdečních oddílů, což způsobuje sníženou ejekční funkci levé nebo obou komor jako pumpy. 
Představuje jeden z typů kardiomyopatie, postižení srdečního svalu doprovázené poruchou srdeční funkce. 

## Patologie
Na makroskopické úrovni se onemocnění projevuje rozšířením, zvětšením objemu, srdečních oddílů, relativním zúžením stěny (excentrická hypertrofie). Chlopně nevykazují morfologické změny, ale pracují špatně (relativní insuficience), což vede mezi levou síní a komorou k mitrální regurgitaci, kdy se krev vrací zpět a není v normální míře vypumpována především z levého srdce. Tím dochází k její stagnaci, což má za následek vznik nitrosrdečních trombů.
Na mikroskopické úrovni jsou znatelné změny ve velikosti kardiomyocytů. 

## Etiologie
Poškození srdečního svalu může být způsobeno různými vlivy. Vedle idiopatických forem (z neznámých příčin), je možná familiární varianta, kdy hrají roli genetické faktory jako např. mutace X-vázané cytoskeletární bílkoviny  dystrofinu. Vedle toho existují také imunologické příčiny, jež jsou důsledkem infekce virové myokarditidy. 

## Příznaky a klinický obraz
Faktory, které mohou zvyšovat srážení krve jako jsou infekce, fyzická zátěž aj., směřují k postupnému rozvoji levostranného srdečního selhávání, které může vyústit až kardiální dekompenzací, kdy se rozvíjí plicní edém.  

### Symptomy
V důsledku špatné cirkulace nastupuje únava, slabost, noční nespavost, naopak denní spavost a impotence. Mezi příznaky se řadí typy arytmií, stenokardie, tj. palčivá a svíravá bolest na hrudi, ovšem s normálním nálezem na srdečních tepnách, kašel, těžká dušnost (dyspnoe) a bušení srdce.
Choroba však může mít dlouhodobý, v řádu let, asymptomatický průběh.

## Vyšetření
Rentgen hrudníku prokáže zvětšení srdce (kardiomegalii) se známkami plicního otoku. Významným vyšetřením v rámci diferenciální diagnostiky je koronarografie, která vyloučí ischemickou chorobu srdeční. Dále se provádí elektrokardiografie a katetrizace.

## Léčba
V terapii se aplikují postupy shodné při srdečním selhání. Doporučen je klid, omezení soli v potravě a farmakologická léčba pomocí ACE-inhibitorů, beta-blokátorů a digoxinu. Při známkách městnání krve jsou podávána diuretika. Pro prevenci srážení krve se předepisují   antikoagulancia. Při neefektivní farmakoterapii  je indikována transplantace srdce.